# Segunda guerra de los Cien Años

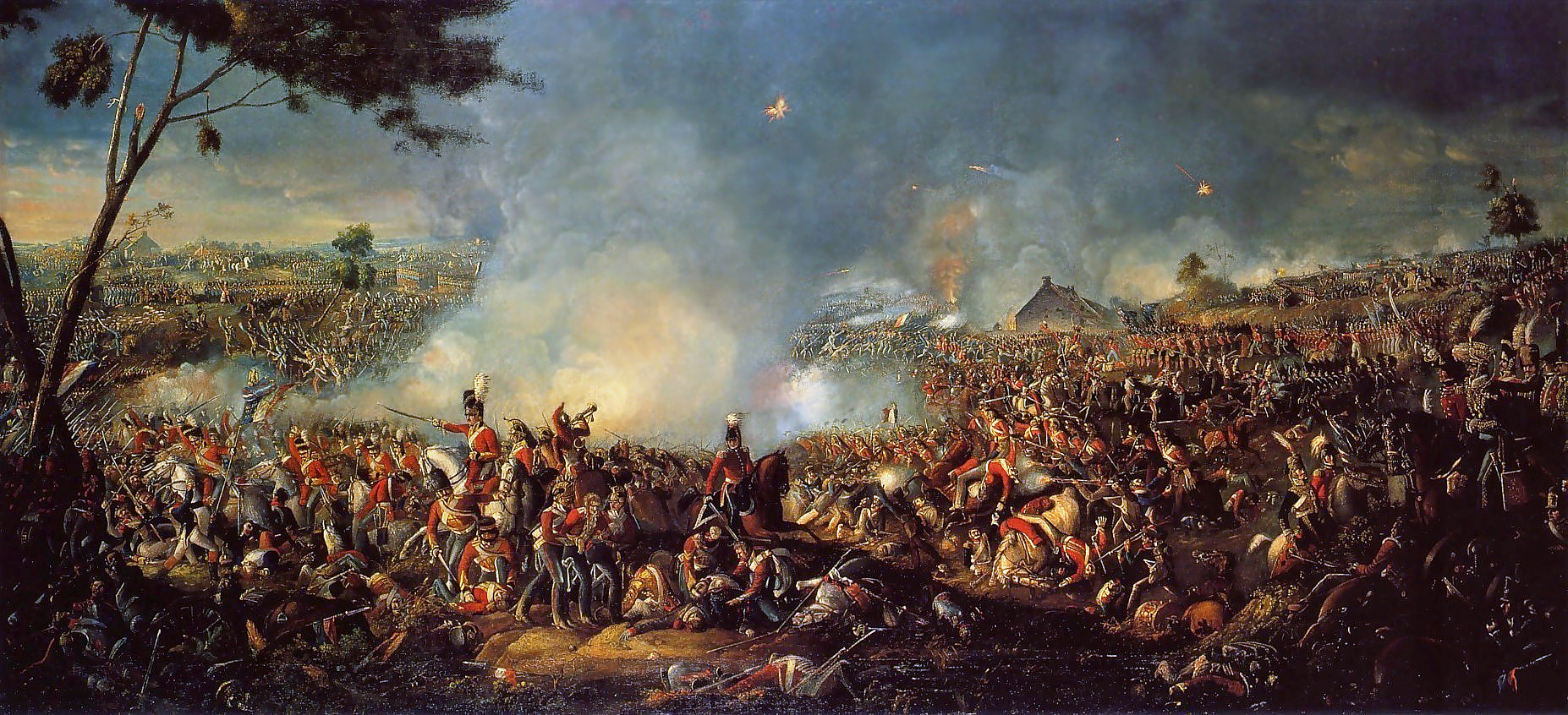
La Batalla de Waterloo, 1815, donde el duque de Wellington y Gebhard Leberecht von Blücher derrotaron a Napoleón. Esta se considera la batalla final de la segunda guerra de los Cien Años

La segunda guerra de los Cien Años es una expresión usada por algunos historiadores para referirse a un periodo, que describe toda la serie de conflictos militares en los que se enfrentaron el Reino de Inglaterra (que más tarde pasaría a ser el Reino de Gran Bretaña y más tarde aún el Reino Unido) y Francia desde 1688 hasta 1815. El término parece haber sido acuñado por J. R. Seeley en su influyente trabajo The Expansion of England: Two Courses of Lectures del año 1883.
Al igual como el de la guerra de los Cien Años (1337-1453), este término no designa una guerra en concreto sino un estado de guerra persistente entre las dos potencias rivales. El uso de segunda guerra de los Cien Años como un concepto genérico indica una interrelación entre todas las guerras como fases de una lucha entre Francia y Gran Bretaña por el dominio mundial.
Las diferentes guerras franco-británicas del siglo XVIII a menudo implicaron a otras potencias europeas en grandes alianzas; pero, excepto en el caso de la guerra de la Cuádruple Alianza, Francia y Gran Bretaña siempre fueron enemigos. Por su amplitud, algunas de estas guerras como la guerra de los Siete Años se han considerado como guerras mundiales ya que se dieron batallas en las colonias de la India y de América como también por todo alrededor de las rutas oceánicas.

## Resumen general
La serie de guerras comenzaron con el acceso al trono por parte de Guillermo III gracias al triunfo de la Revolución Gloriosa de 1688 en la que fue destronado Jacobo II de Inglaterra, el cual se exilió en Francia bajo la protección de Luis XIV.
Durante el siglo XVII, tanto Jacobo I de Inglaterra y VI de Escocia como su hijo y sucesor Carlos I de Inglaterra habían evitado implicarse en la guerra de los Treinta Años, como también habían procurado mantener buenas relaciones con Francia, esta política continuó después tanto por el régimen republicano de Oliver Cromwell como por la monarquía restaurada de Carlos II y Jacobo II. Ahora bien, Guillermo III, considerándose el estandarte del Protestantismo, quiso combatir la monarquía católica de Luis XIV. Las tensiones continuaron durante las siguientes décadas cuando Francia dio apoyo a los pretendientes jacobitas, descendientes del destronado Jacobo II de Inglaterra y VII de Escocia que disputaron el trono a los sucesores de Guillermo III.
Después de la muerte de Guillermo III, la oposición franco-británica giró alrededor ya no de la religión sino de la economía y el comercio, ya que los dos estados aspiraban a conseguir el dominio colonial de América y de Asia, cuestión está en que la guerra de los Siete Años (1756-1763) tuvo resultados decisivos.
La rivalidad continuó a pesar de la oposición británica a la Revolución Francesa y de las guerras de la Gran Bretaña contra la República Francesa y contra el Imperio napoleónico. La derrota de Napoleón en 1813 en la batalla de Leipzig, seguida el 1815 por el Imperio de los Cien Días en el que Waterloo puso fin al estado de guerra permanente entre Francia y el Reino Unido de Inglaterra e Irlanda. Por esto, el discurso usado en cada uno de los dos países para referirse al otro, evolucionó de la idea de enemigo natural hacia el acuerdo y la tolerancia. Un siglo más tarde, Francia y el Reino Unido fueron capaces de llegar al Entente Cordiale, demostrando, así, que tanto la primera como la segunda guerra de los Cien Años eran cosa del pasado. Sí continuaron las diferencias culturales pero el conflicto violento había finalizado.

## Cartago y Roma
Durante la segunda guerra de los Cien Años, en Francia la multitud denominaba a Gran Bretaña "La Pérfida Albión", criticando así a los británicos como a gente en la que no se podía confiar. Siguiendo esta lógica, comparaban el Reino Unido y Francia con las antiguas Cartago y Roma, en el contexto de las guerras púnicas, en las que Cartago era un estado del norte de África que acabó destruido por los romanos, mientras que Roma se situó como potencial principal del Mediterráneo.
Esta comparación daba a considerar que franceses y británicos eran dos pueblos tan diferentes que les resultaba imposible llegar a acuerdos pacíficos; la guerra era, al parecer por aquel entonces, la única manera de resolver sus diferencias. Francia era el enemigo natural de la Gran Bretaña, pero Gran Bretaña era siempre el obstáculo que impedía el dominio de Europa para Francia.

## Guerras Inconclusas
- Guerra de los Nueve Años (1688-1697)
- Guerra de Sucesión Española (1701-1714)
- Guerra de Sucesión Austríaca (1742-1748)
- Guerras Franco-Indias (1688-1763)
  - Guerra del rey Guillermo (1688-1697)
  - Guerra de la reina Ana (1702-1713)
  - Guerra del rey Jorge (1744-1748)
  - Guerra Franco-india (1754-1763)
- Guerra de los Siete Años (1756-1763)
- Guerra de Independencia de los Estados Unidos (1775-1783)
- Gran Guerra Francesa (1792 - 1815)
  - Guerras revolucionarias francesas (1792-1802)
    - Primera Coalición (1792-1797)
    - Segunda Coalición (1798-1802)

  - Guerras Napoleónicas (1803-1815)
    - Invasión francesa de Inglaterra (1803–1805)
    - Guerra del Francés o Guerra de la Independencia Española (1808-1814)
    - Imperio de los Cien Días (1815)